# Sévigny-la-Forêt

Sévigny-la-Forêt este o comună în departamentul Ardennes din nordul Franței. În 1 ianuarie 2022 avea o populație de 274 de locuitori.